# 乌泥镇
乌泥镇，是中华人民共和国江西省上饶市余干县下辖的一个乡镇级行政单位。

## 行政区划
乌泥镇下辖以下地区：
乌泥社区、赵家村、铜鼓包村、乌泥村和港背村。